# Leones y corderos
Leones y corderos es el segundo libro del uruguayo Germán Deagosto. Fue publicado en 2024 por Editorial Fin de Siglo.

## Reseña
Leones y corderos. Una historia personal del pensamiento económico, fue escrito por el economista Germán Deagosto. Su temática está integrado dentro de la divulgación científica y fue presentado el 18 de abril de 2024 por la comunicadora y periodista uruguaya Valeria Tanco y el exfutbolista uruguayo Luis Mardones.
El libro describe acercamientos entre la filosofía y la política, nombrando al economista e historiador Murray Rothbard, la filósofa y escritora Ayn Rand, Robert Nozick, Milton Friedman, Friedrich Hayek, Adam Smith, John Rawls, Isaiah Berlin, John Maynard Keynes, Elinor Ostrom y Karl Marx. También la llegada del economista y político argentino Javier Milei junto a sus seguidores de La Libertad Avanza, en un panorama global de crisis. También se ven en su interior caricaturas, y en el prólogo una ilustración en blanco y negro del cuadro Noctámbulos del artista estadounidense Edward Hopper. 
En el libro se plantea que se puede combinar la libertad individual, con la eficiencia económica y la justicia social; y además integrando al texto el humor y la creatividad. El mismo aborda temas de difícil tratamiento de forma accesible para todo público.
Fue galardonado con el Premio Bartolomé Hidalgo, otorgado por la Cámara Uruguaya del Libro.
En diciembre de 2024 alcanzó su tercer edición.[cita requerida]